# Hans-Peter Brodhun
Hans-Peter Brodhun (* 29. Oktober 1955 in Weißenborn-Lüderode) ist ein deutscher Kommunalpolitiker (CDU). Er war ab 1990 Bürgermeister, ab 1994 bis 2000 Oberbürgermeister der Stadt Eisenach in Thüringen.

## Leben
Brodhun wurde 1955 als Sohn eines Bergmannes in Weißenborn-Lüderode im Eichsfeld geboren. Nachdem er 1974 in Worbis sein Abitur abgelegt hatte, machte er zunächst einen Diplomlehrer-Abschluss für Biologie und Sport und nahm nachfolgend ein Forschungsstudium an der Friedrich-Schiller-Universität Jena auf, welches er 1987 mit der Promotion zum Dr. rer. nat. abschloss. Im Jahr 1984 nahm er eine Tätigkeit als stellvertretender Leiter der Pflanzenquarantänestation am Grenzübergang Wartha auf, wurde später deren Leiter. Mit Auflösung der Grenzübergangsstelle Anfang 1990 endete diese Tätigkeit.
Brodhun ist in zweiter Ehe verheiratet und hat zwei Kinder. Er lebt im Eisenacher Stadtteil Hörschel.

## Politische Laufbahn
Brodhun trat 1974 in die CDU ein, welche ihn bei der ersten freien Kommunalwahl am 6. Mai 1990 als Kandidaten für das Amt des Bürgermeisters aufstellte. Am 31. Mai 1990 wählte ihn der neu konstituierte, erste frei gewählte Stadtrat zum neuen Bürgermeister und damit zum Nachfolger des seit 1974 amtierenden Joachim Klapczynski (LDPD).
Als erstem frei gewählten Bürgermeister der Stadt Eisenach nach dem Ende der SED-Diktatur oblag es Brodhun, die Verwaltung der Stadt völlig neu aufzubauen und zu strukturieren, der Stadt eine neue wirtschaftliche Grundlage zu schaffen, sie als Automobilbaustandort zu erhalten und den jahrzehntelangen Investitionsstau in der Stadt anzugehen.
In seiner Amtszeit gelang es unter anderem, das Opelwerk Eisenach in der Stadt anzusiedeln. Ein Höhepunkt seiner Amtszeit war der Besuch des US-amerikanischen Präsidenten Bill Clinton im Mai 1998 in Eisenach.
Aus gesundheitlichen Gründen trat Brodhun bei der Kommunalwahl 2000 nicht mehr an, Nachfolger wurde sein Parteifreund Gerhard Schneider. Nach seiner Zeit als Stadtoberhaupt betätigte sich Brodhun unter anderem als Vorsitzender des Lions Club Wartburg-Eisenach und war von 2004 bis 2012 Vorsitzender des Fördervereins Sommergewinn Eisenach e. V. Im Februar 2003 wurde ihm der Thüringer Verdienstorden verliehen.